# Rapala praxeas
Rapala praxeas är en fjärilsart som beskrevs av Hans Fruhstorfer 1914. Rapala praxeas ingår i släktet Rapala och familjen juvelvingar. Inga underarter finns listade.